# Campo di concentramento di Forlì
Il campo di concentramento di Forlì, presso l'Albergo Commercio in Corso Diaz, fu uno dei campi di concentramento della Repubblica Sociale Italiana istituiti a livello provinciale per adunarvi antifascisti ed ebrei in attesa di deportazione. Fu operante dal dicembre 1943 al settembre 1944.

## La storia
L'Albergo Commercio in corso Diaz fu requisito nel dicembre 1943 per servire come luogo di detenzione e concentramento per gli ebrei, in prevalenza stranieri, rastrellati nella provincia. Come per gli altri campi la gestione era affidata a personale di polizia italiano sotto la responsabilità del Ministero dell'Interno della Repubblica Sociale Italiana. Fu usato anche come luogo di detenzione per antifascisti. Gli internati erano deportati al campo di Fossoli e di lì in Germania.

### L'eccidio
All'avvicinarsi del fronte (Forlì fu liberata il 9 novembre 1944) e con la chiusura del campo di Fossoli, reparti tedeschi e repubblichini decisero di liquidare sul posto gli ultimi prigionieri: trentasette persone (non tutte identificate) di cui almeno diciassette ebrei.  Il primo eccidio di trenta persone (ventiquattro uomini e sei donne, comprese due bambine) avvenne il 5 settembre 1944 nella zona delle Casermette, in via Seganti, vicino all'aeroporto. Altre sette donne furono fucilate il 17 settembre. I corpi furono sepolti alla meglio in fosse comuni.
Sul luogo dell'eccidio fu collocata una lapide che ricorda però solo l'eccidio del 5 settembre. I corpi riesumati, furono sepolti nel Cimitero comunale dove compaiono i nomi di coloro che furono allora identificati.